# Zoboomafoo
Zoboomafoo (ang. Zoboomafoo) – amerykański telewizyjny program edukacyjny dla dzieci, który zyskał dużą popularność w USA oraz wielu innych krajach świata, stanowiąc wzór dla późniejszych programów tego typu. Jest dobrym przykładem wykorzystania edukacji rozrywkowej w procesie edukacji społecznej, w tym wypadku edukacji najmłodszych. Jest nadawany od 1999 aż do 2001. Ma ponad 65 odcinków.